# Mejicanos
Mejicanos es un distrito municipal de San Salvador, El Salvador. En la actualidad, comprende la Zona 7 (Z 7) de la Municipalidad de San Salvador Centro. Según el censo oficial de 2024, tiene una población de 136 641 habitantes, lo que lo convierte en el quinto distrito más poblado del país, y el tercero en el departamento.
| Censo | Población | Cambio | Porcentaje |
| ----- | --------- | ------ | ---------- |
| 2007  | 140 751   | N/D    | N/D        |
| 2024  | 136 641   | -4 110 | -2.9%      |

## Historia

### Época de la conquista
Cuando los conquistadores españoles arribaron al actual territorio salvadoreño en 1524, iban acompañados de un grupo de "indígenas auxiliares", provenientes del valle de México, que incluían a tlaxcaltecas, acolhuas, y mexicas; quienes terminaron asentándose en tres lugares: en el poblado de Sonsonate; en la jurisdicción del pueblo de Santa María, Usulután; y también al norte de San Salvador. Este núcleo se convirtió en el más importante conglomerado mexicano en el istmo centroamericano, después de Antigua Guatemala. Asimismo, habitaron el asentamiento de Ciudad Vieja, en Suchitoto.

### Época colonial
Para el año 1770, Mejicanos era cabecera del curato homónimo, y comprendía a los pueblos de Ayutuxtepeque, Aculhuaca y San Sebastián Texinca; estos dos últimos formarían el municipio de Delgado en 1935. Para 1786, ingresó al Partido de San Salvador. Según el historiador Francisco J. Monterey, en la casa del cura Nicolás Aguilar y Bustamante, que estaba ubicada en esta localidad, se reunieron varios conspiradores para preparar el movimiento independentista de 1814.

### Pos-independencia
En Mejicanos se libró una batalla el 7 de febrero de 1823, entre las tropas imperialistas mexicanas de Vicente Filísola y las salvadoreñas, que se oponían a la anexión incondicional de la Provincia al gobierno del emperador Agustín de Iturbide. Resultando vencedoras las tropas imperiales, ocupando la ciudad de San Salvador dos días después. Aunque por poco tiempo, debido a la caída de Iturbide el 19 de marzo del mismo año.
En la época republicana, Mejicanos pasó al departamento de San Salvador en 1824. Desde 1825 a 1839, también formó parte del Distrito Federal de la República Federal de Centro América.
El alcalde electo para el año de 1872 era don Agapito Valdés.
El alcalde electo para el año de 1873 era don Francisco Colorado. Fue afectado por el terremoto del 19 de marzo de 1873 de 7.3 grados de richter que destruyó a San Salvador.
Obtuvo el título de villa el 27 de marzo de 1888.
En el 9 de mayo de 1891, durante la presidencia de Carlos Ezeta, la Secretaría de Gobernación y Fomento acordó establecer oficinas telegráficas y telefónicas en las poblaciones de Mejicanos, Soyapango, Aculhuaca y San Marcos, en comunicación directa con la Oficina Central. El mismo día acordó que por tener informes ciertos de que en las mismas poblaciones se cometen delitos y faltas que no se podían reprimir inmediatamente por no haber policía, acordó establecer en cada una secciones sucursales de la policía montada de San Salvador, compuestas de un sargento y cuatro agentes de policía. La oficina telegráfica de Mejicanos ya había estado abierto desde el 6 de mayo.
En el 28 de febrero de 1901, la Asamblea Nacional Legislativa, a propuesta del Poder Ejecutivo que había demostrado la necesidad y conveniencia de la extinción de los pueblos aledaños de San Salvador y la utilidad de anexarlos como barrios a San Salvador tanto para el progreso de sus vecindarios y el ensanche y mejora de la capital, decretó la extinción de los pueblos de Paleca, San Sebastián, Aculhuaca, San Jacinto, Cuscatancingo y Mejicanos. La Municipalidad de San Salvador recibió por inventario los archivos, mobiliario, cuentas y existencias en especies y dinero de los pueblos que serían regidos y gobernados como Barrios de la capital, y todas las propiedades de las municipalidades de los pueblos extinguidos pasaron a ser propiedad de la de San Salvador. El decreto es aprobado por el presidente Tomás Regalado en el 1 de marzo y publicado en el Diario Oficial en el 5 de marzo. Los Juzgados de Paz de estos pueblos quedaron suprimidos por el Decreto Legislativo del 23 de marzo de 1901, aprobado por el Ejecutivo en el 29 de marzo y publicado en el 1 de abril.
Durante la presidencia de Pedro José Escalón, el Decreto Legislativo del 31 de marzo de 1903 derogó el Decreto Legislativo del 28 de febrero de 1901, erigiendo nuevamente en pueblos los barrios anexados, devolviendo a cada municipio su inventario, archivos y mobiliario correspondientes y restableciendo a las poblaciones en el dominio de las propiedades que tenían.
Para 1908, tenía una población de 3,000. En el 11 de octubre de 1948 se le dio el título de ciudad. Finalmente fue convertida en un distrito dentro del municipio San Salvador Centro en 2024.

## Información general
El distrito pertenece al Área Metropolitana de San Salvador, y tiene un área de 22,12 km², y una altitud de 630 m s. n. m.
Tradiciones
Las fiestas patronales de Mejicanos son celebradas en el mes de agosto en honor a la Virgen de la Asunción. También conocida como Virgen del Tránsito (por su recorrido o transición al cielo) Por otra parte, una tradición culinaria del distrito es el plato de yuca que actualmente se da en dos presentaciones, hervida y frita (en aceite), y se acompaña de fritada o merienda (diferentes recortes obtenidos del cerdo), chicharrón, o moronga.
La importancia de la yuca en el distrito es tal que las fiestas patronales de Mejicanos inician también con el Festival de la Yuca, una tradición representativa del municipio. Según registros históricos, en los años 30 se dio inicio a la venta mayorista de la yuca, luego de que los productores de esta se dieran cuenta de la poca rentabilidad de las grandes cantidades del producto y la falta de ventas cotidianas de esta. 

## Toponimia
El topónimo náhuat Mejicanos significa "Lugar de los mexicas", o también "Lugar del refugio". A través de los años la localidad ha sido conocida como Mexicanos (1573), Nuestra Señora de la Asunción Mexicanos (1740), Mejicanos (1770), y Mexicanos (1807). Asimismo, un informe municipal del 24 de noviembre de 1860, establece lo siguiente: 

...los primitivos del pueblo conservan idea, que el nombre de Mejicanos significa lugar de refugio en que se situaron los tlaxcaltecas fugitivos de México, comprobando los vestuarios que los antiguos usaban, llenos de colores y alegorías bordadas y el idioma que hablaban y que ahora han olvidado es el "náhuat".

### Organización territorial

Mapa de Mejicanos

Mejicanos forma parte de la San Salvador Centro como Zona 7. Su administración se divide en siete sectores (Caseríos y Cantones) del distrito municipal:
- Zona Poniente
- San Roque
- San Ramón
- Zacamil
- Zona Centro
- Zona Norte
- Montreal

## Relaciones internacionales

### Hermanamientos
- Tlaxcala, México (1998)[20]
- Guarulhos, Brasil (2006)[21]
- Ixtlán de los Hervores, México (2021)[22]

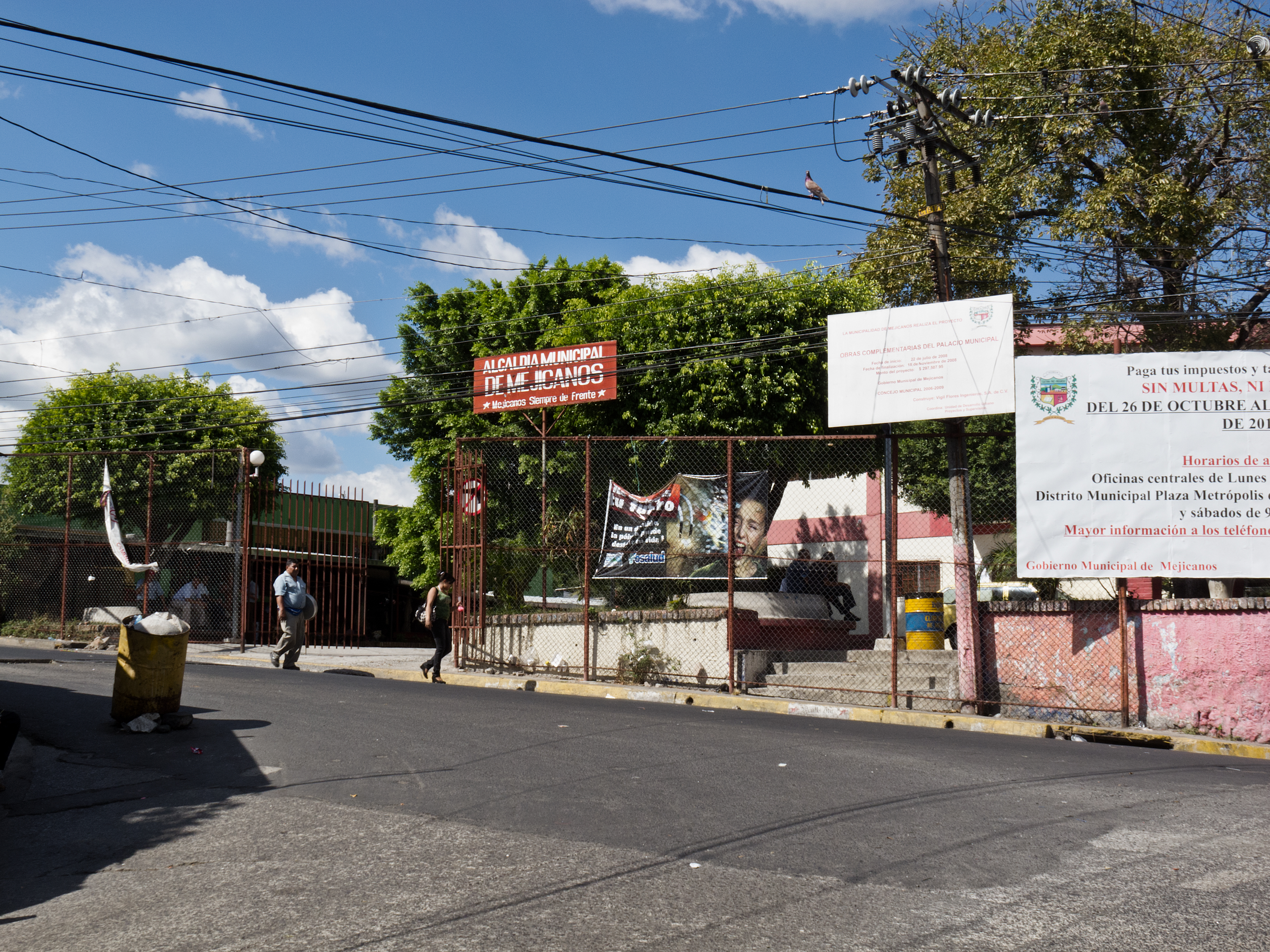
Alcaldía de Mejicanos

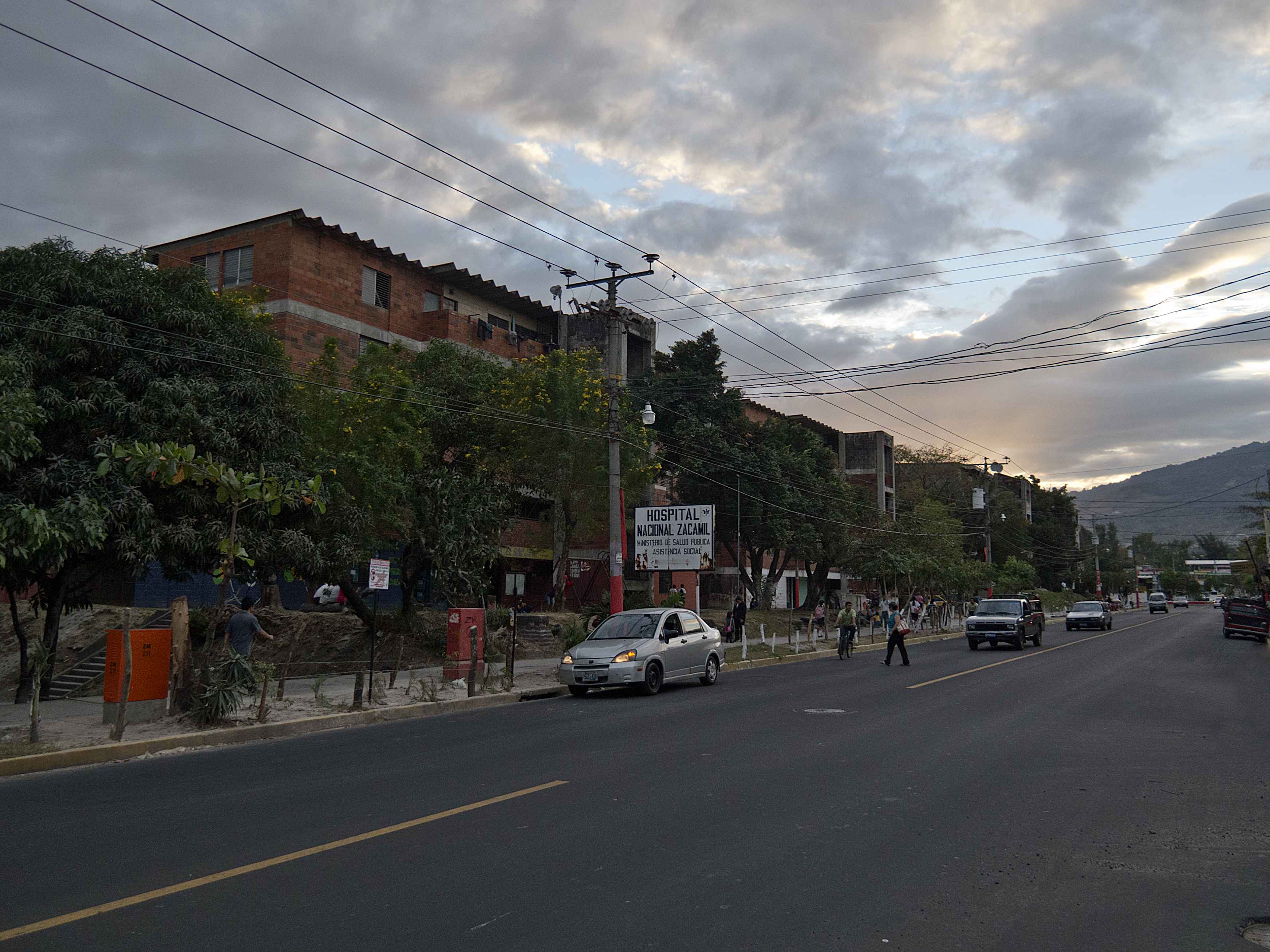
Área de Zacamil de Mejicanos

- Quiroga, México (2022)[23]